# Ferenc Wesselényi

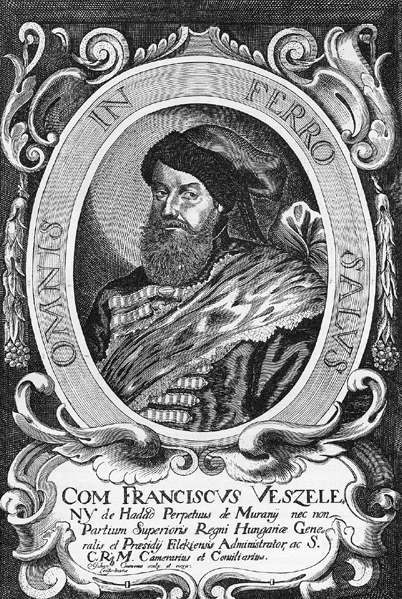
Ferenc Wesselényi

Ferenc Wesselényi (ur. 1605 w Bańskiej Bystrzycy, zm. 27 marca 1667 w Slovenskiej Ľupčy) – węgierski szlachcic, dowódca wojskowy, palatyn Węgier.
Pochodził ze szlacheckiego, protestanckiego rodu wywodzącego się z komitatu Nógrád. Uczył się w kolegium jezuickim w Trnawie, gdzie zmienił wyznanie na rzymskokatolickie, jednak swą przyszłość związał z wojskiem. Walczył w bojach z Imperium Osmańskim i jego sprzymierzeńcami. Był oddanym dowódcą cesarza Ferdynanda III w walkach z Turkami. Wiosną 1627 r. dowodził jazdą z Nowych Zamków, która rozgromiła tureckie wojska oblegające zamek w Šuranach. Tam poznał córkę dowódcy zamku Tomáša Bosniaka, młodą i piękną wdowę Zofię Bosniakovą, z którą ożenił się w 1629 r. Wraz z żoną przeniósł się w bezpieczniejsze miejsce, do zamku Strečno nad Wagiem, który otrzymał od króla Węgier w prezencie ślubnym. W 1630 r. urodził im się syn Adam, a w 1633 r. drugi syn, Ladislav.
Wesselényi szybko awansował, zostając w 1634 r., po śmierci swego teścia, komendantem zamku w Šuranach i ważnej twierdzy w Filakowie. Coraz więcej czasu spędzał teraz nad Dunajem. Tu poznał piękną i inteligentną Marię Széchy z Murania, zwaną popularnie „Murańską Wenus”. Wesselényi, pozostając pod urokiem wyjątkowej kobiety, liczył na pozyskanie Murania jako pewnego punktu oporu przeciw nawale tureckiej. Miłość tej pary, obfitująca w liczne nieprzewidziane zwroty, stała się później tematem wielu legend i utworów literackich.
28 kwietnia 1664 r. w Strecznie zmarła Zofia. 6 sierpnia tego samego roku Wesselényi ożenił się z Marią, dzięki czemu wszedł w posiadanie potężnego zamku Murań. W 1647 r. został głównym dowódcą wojskowym na Górnych Węgrzech (dzisiejsza Słowacja), 15 marca 1655 palatynem Węgier, a w 1660 dodatkowo żupanem szlacheckich komitatów Gemer i Peszt. W 1662 r. został odznaczony hiszpańskim Orderem Złotego Runa, a w 1664 r. otrzymał tytuł hrabiego z predykatem z Hadadu.
W wojnie z Turcją, rozpoczętej w 1663 r., udało mu się znacznym wysiłkiem odrzucić tureckie wojska na wschód. Jednak Leopold I zamiast wykorzystać ten fakt do generalnej rozprawy z wrogiem, zawarł z nim pospiesznie w Vasvár w 1664 r. pokój na 20 lat, na warunkach krańcowo niekorzystnych dla Węgier. Gdy po tym fakcie wzrósł antywęgierski kurs cesarza, a zabrakło tragicznie zmarłego Nikoli Zrinskiego, rozgoryczony Ferenc Wesselényi związał się z tą częścią węgierskich i chorwackich możnowładców, którzy szukali poparcia przeciwko Habsburgom w Turcji.
W 1666 r. stanął na czele antyhabsburskiego sprzysiężenia magnatów węgierskich, tzw. spisku Wesselényiego. Wobec ograniczonego zasięgu owego sprzysiężenia zostało ono rychło wykryte, a jego przywódcy straceni. Samego Wesselényiego od katowskiego miecza uchroniła przedwczesna śmierć. Zmarł na zamku w Slovenskiej Ľupčy (legenda głosi, że został otruty z polecenia cesarza). Został pochowany na zamku Murań.